# Acción Democrática Independiente
Acción Democrática Independiente (en portugués: Acção Democrática Independente) llamado simplemente ADI es un partido político de Santo Tomé y Príncipe. Fue fundado en 1994 por el presidente Miguel Trovoada, primer presidente del período democrático del país. Profesa una ideología de liberalismo económico, considerado un partido de centroderecha política. Trovoada obtuvo su reelección con este partido en 1996.
El partido tomó parte en las elecciones presidenciales de 29 de julio de 2001, en las que su candidato, Fradique de Menezes, ganó el 55.2% de los votos y fue elegido presidente. Después de las elecciones, Fradique de Menezes se unió a un nuevo partido - la fuerza del cambio Movimiento-liberal del Partido Demócrata . En la elección legislativa celebrada el 3 de marzo de 2002, la Acción Democrática Independiente fue el principal partido de la Ue Kédadji alianza, que ganó 16.2% del voto popular y 8 de cada 55 plazas. Se dejó esta alianza y ganó en la elección de 2006 11 de los 55 escaños. En julio de 2006 con las  elecciones presidenciales, su líder Patrice Trovoada se presentó como el único candidato principal de la oposición, pero fue derrotado por Menezes.
Trovoada se convirtió en primer ministro en febrero de 2008, pero fue destituido por un voto de confianza propuesto por el Movimiento para la Liberación de Santo Tomé y Príncipe / Partido Social Demócrata (MLSTP / PSD), y en junio Menezes pidió al MLSTP / PSD a formar un nuevo gobierno. El ADI denunció el gobierno como inconstitucional, y llevó el asunto al Tribunal Supremo de Justicia.

## Resultados electorales

### Elecciones presidenciales
|  | 41.38 % |

|  | 52.75 % |

|  | 55.18 % |

|  | 38.82 % |

|  | 21.79 % |

|  | 47.12 % |

|  | 49.88 % |

|  | 100 % |

|  | 39.47 % |

|  | 57.54 % |

### Elecciones parlamentarias
|  | 26.27 % |

|  | 28.25 % |

|  | 16.20 % |

|  | 20.50 % |

|  | 43.13 % |

|  | 52.58 % |

|  | 41.81 % |

|  | 46.81 % |